# Grjazev-Šipunov GŠ-23
Grjazev-Šipunov GŠ-23 je dvouhlavňový rychlopalný kanón ráže 23 mm vyvinutý v 50. letech 20. století v Sovětském svazu. Je to pravděpodobně vůbec nejrozšířenější typ leteckého kanónu. Hlavními konstruktéry zbraně byli V. Grjazev a A. Šipunov. Kanón GŠ-23 funguje na Gastově principu, což je ruská zvláštnost a na Západě se takové zbraně nikdy nerozšířily.
Kanón byl do služby zaveden roku 1965 a poprvé se objevil na druhé generaci stíhacích letounů MiG-21. Kanóny tohoto typu je vyzbrojena celá škála bojových letounů a vrtulníků všech možných kategorií. Instalovány jsou v trupu, popřípadě v podvěsných kanónových pouzdrech. Hmotnost zbraně je 52 kg. Kadence různých verzí zbraně dosahuje 3 000–4 000 ran za minutu.
Zbraň funguje na principu teoreticky popsaném německým inženýrem Karlem Gastem v roce 1916. GŠ-23 má dvojici sdružených hlavní a závěrů. Když se jeden celek pohybuje vpřed, druhý se pohybuje vzad. Obě hlavně se vzájemně pohánějí svými prachovými plyny.
Mimo již zmíněný MiG-21 byly typem GŠ-23 vyzbrojeny například bombardéry Jak-28, Tupolev Tu-22M a Tu-95MS, stíhací letouny MiG-23, transportní letouny Iljušin Il-76, lehké bojové letouny J-22 Orao a HAL Tejas, cvičné letouny G-4 Super Galeb, L-39ZA Albatros a L-39MS Super Albatros. Bezlicenční čínskou kopií kanónu jsou vyzbrojeny stíhací bombardéry JH-7A, lehké bojové letouny FC-1 Thunder  nebo stíhací letouny Chengdu J-10.

## Galerie

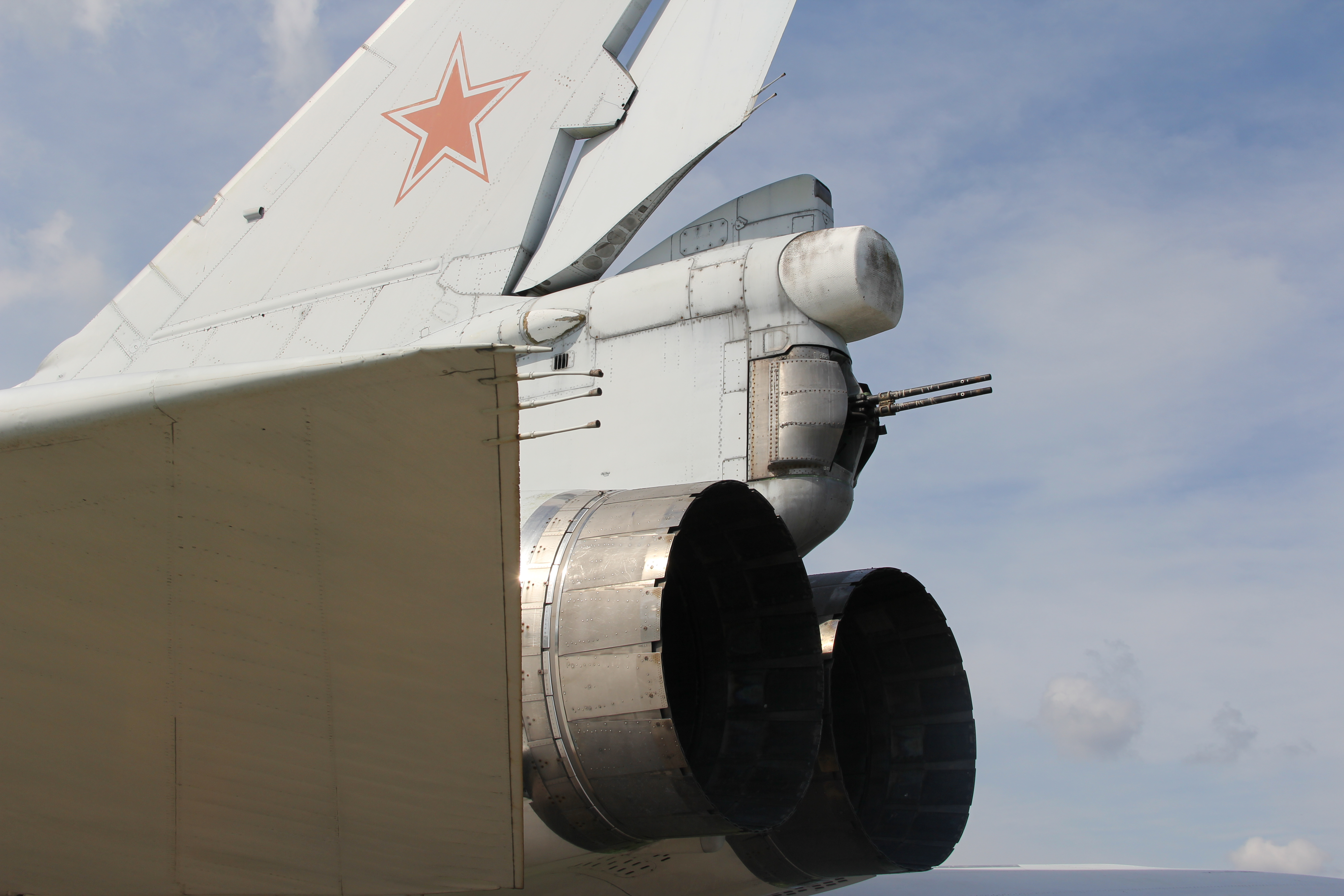
GŠ-23 na zadní dálkově ovládané věži letounu Tu-22M.
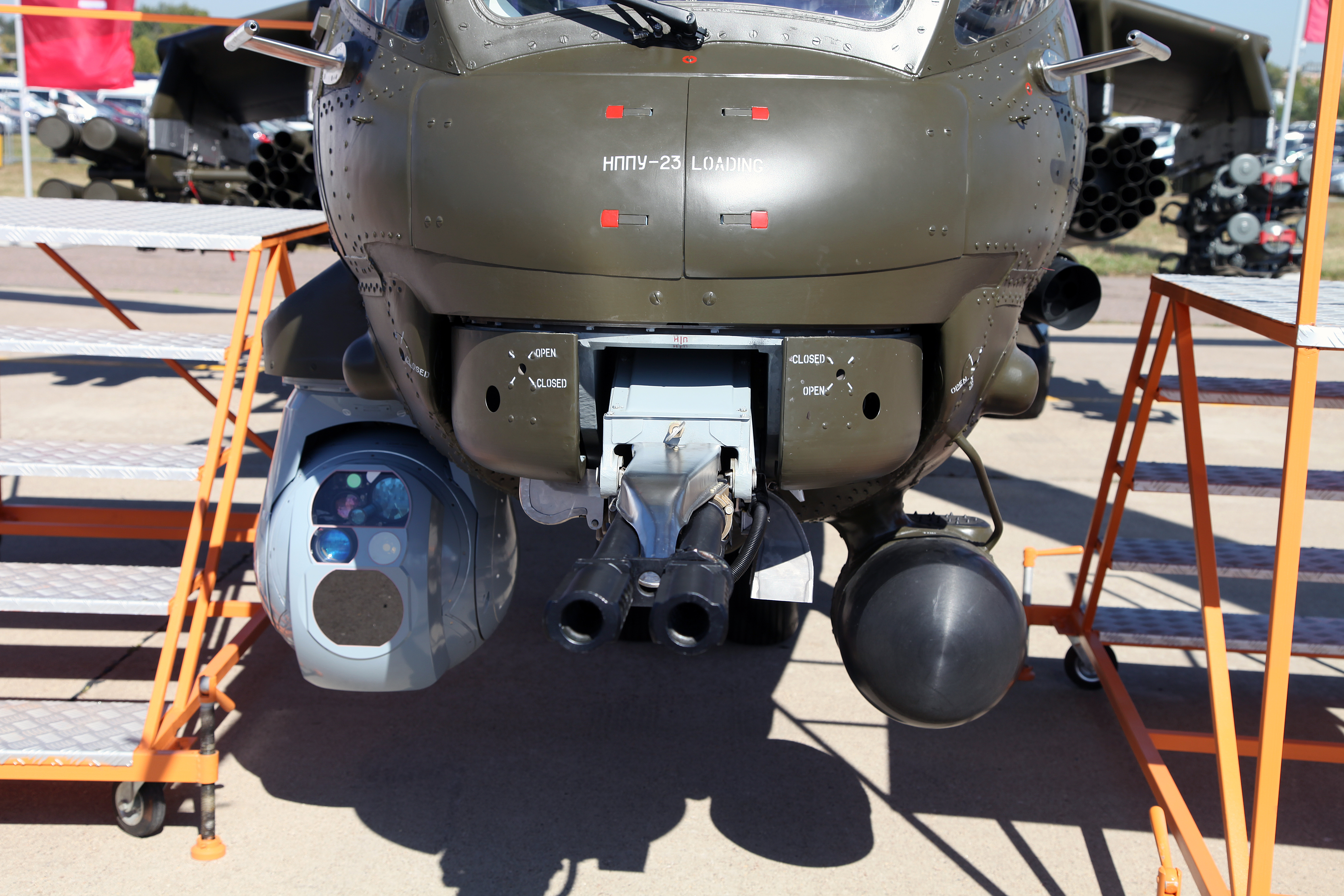
GŠ-23 montovaný na Mi-35.
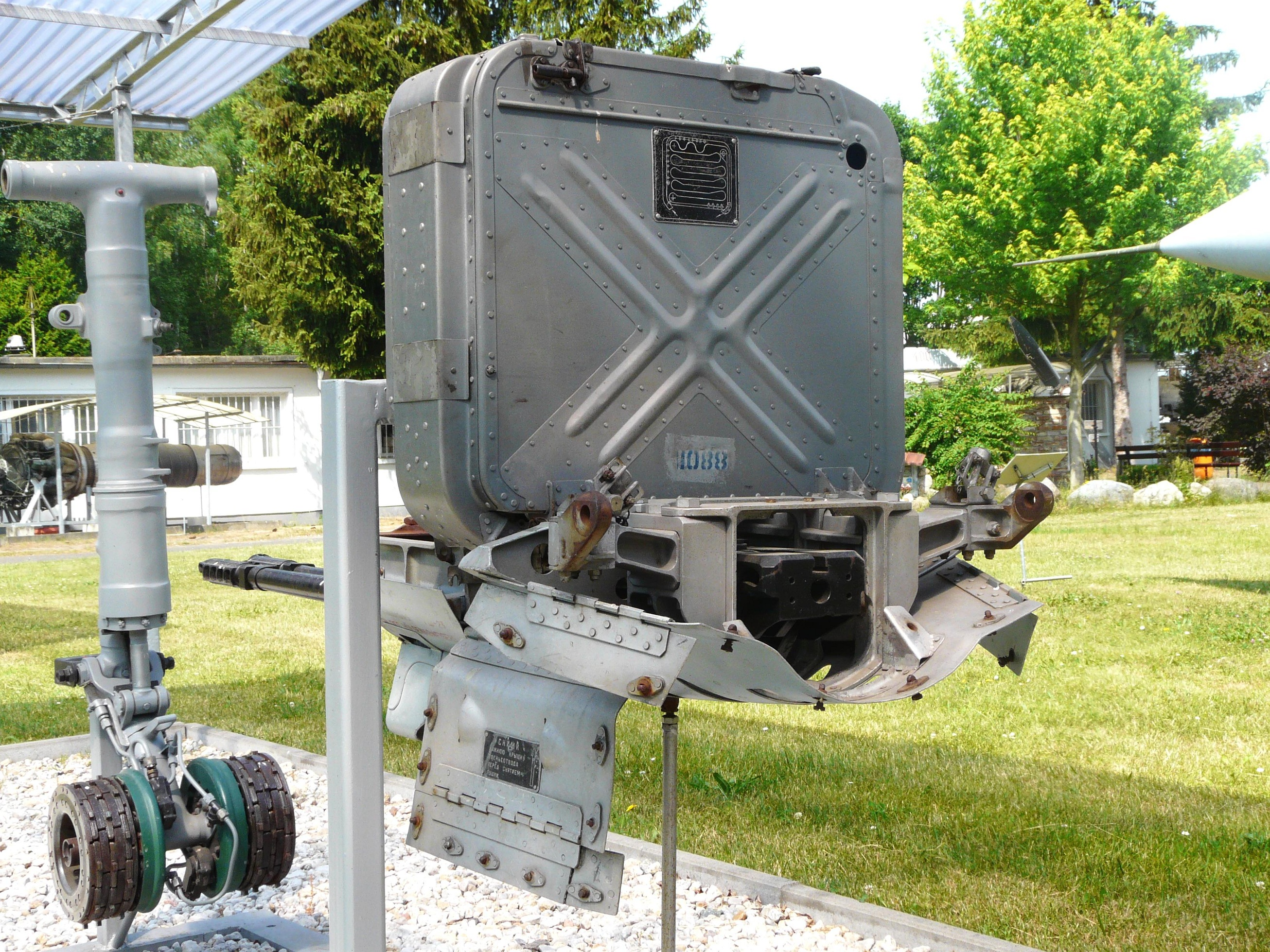
Systém kanónu GŠ-23 a zásobníku nábojů stíhacího letounu MiG-23.
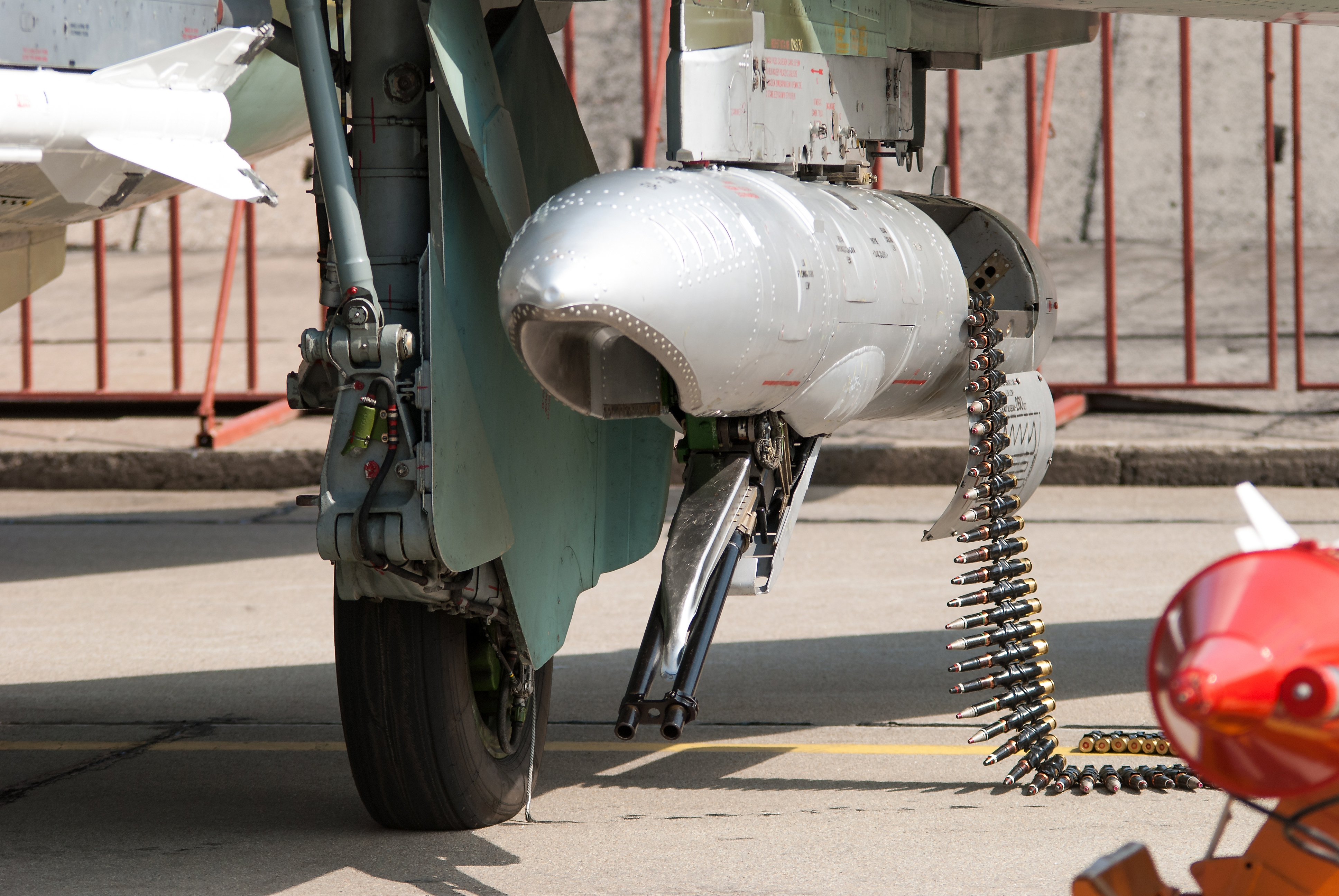
Vnější závěs s kanónem GŠ-23 na bombardéru Su-17.
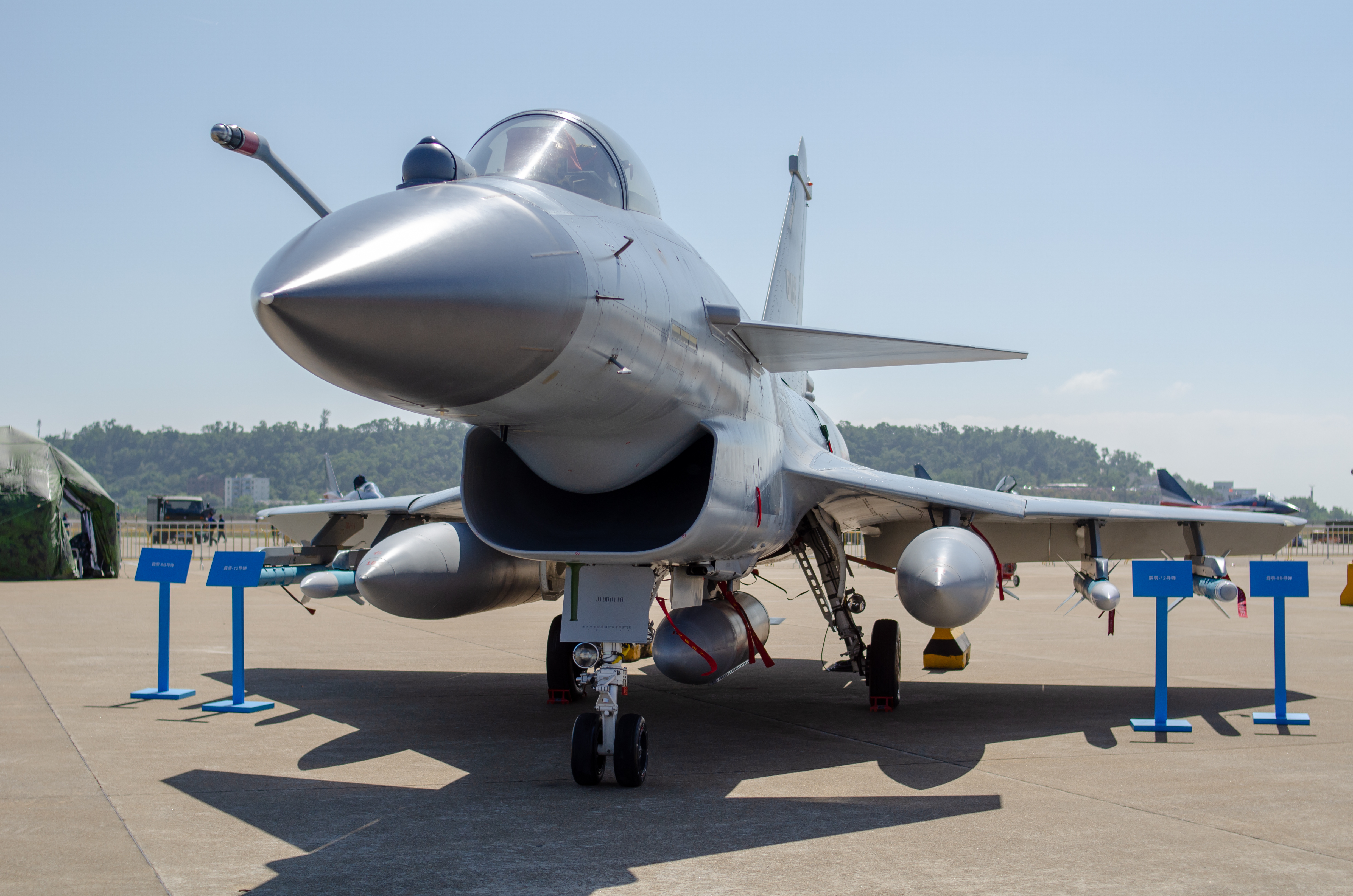
Letoun J-10 s kanónem GŠ-23 na levé straně pod sáním motoru.